# William Hunter Johnston
William Hunter Johnston, znany jako Delirious (ur. 1981) – amerykański wrestler. Obecnie występuje w Ring of Honor, International Wrestling Cartel i Chikarze.
Karierę rozpoczął w Gateway Championship Wrestling. Pod koniec 2003 przeniósł się do Independent Wrestling Association Mid-South, gdzie zdobył IWA Mid-South Light Heavyweight Championship. W federacji Ring of Honor zadebiutował 23 kwietnia 2004. 3 września 2007 został  trenerem w szkole Ring of Honor. 24 października 2007 zadebiutował na Hawajach w federacji Action Zone Wrestling, a następnie w International Wrestling Cartel, zdobywając na Super Indy Tournament 5 tytuł Super Indy Championship. Przez 2006 Johnston walczył w Chikarze. 26 października w Bruised, wraz z drużyną, został Campeonatos de Parejas.

## Osiągnięcia
Central States Wrestling
- CSW Cruiserweight Championship

Chikara
- Campeonatos de Parejas

Independent Wrestling Association Mid-South
- IWA Mid-South Light Heavyweight Championship (2 razy)

International Wrestling Cartel
- IWC Super Indy Championship (2 razy)

NWA Midwest
- NWA Midwest X Division Championship

NWA Wildside
- Super Indy Tournament (2004)

Ring of Honor
- Survival of the Fittest (2006)

Inne tytuły
- ICW/ICWA Tex-Arkana Television Championship (5 razy)